# Flávia Saraiva
Flávia Lopes Saraiva (* 30. September 1999 in Rio de Janeiro) ist eine brasilianische Turnerin. Mit einer Körpergröße von 1,33 m und einem Gewicht von 31 kg war sie die kleinste und leichteste Athletin bei den Olympischen Sommerspielen 2016.

## Leben und Karriere

### Karrierebeginn
Flávia Saraiva wurde am 30. September 1999 in Rio de Janeiro als Tochter von Fábia Brito Lopes Saraiva und João Saraiva Ubirajara geboren und wuchs unter bescheidenen Verhältnissen an der Seite ihres rund vier oder fünf Jahre jüngeren Bruders João in der Nachbarschaft Paciência auf. Im Alter von neun Jahren begann sie, für diese Sportart verhältnismäßig spät, ihre Laufbahn als Turnerin über ein Sozialprojekt in ihrer Heimatstadt. Hierbei wurde sie von der bekannten brasilianischen Trainerin und Koordinatorin Georgette Vidor entdeckt und fortan gefördert. Nachdem sie erstmals von ihrer Mutter zum Training in die Nachbarschaft Campo Grande gebracht wurde, trainierte sie fort an viermal in der Woche, davon zweimal in Campo Grande und zweimal bei einem anderen Projekt. Durch die nach einem schweren Busunfall im Jahre 1997 im Rollstuhl sitzende Georgette Vidor wurde sie auch an deren Stammverein CR Flamengo herangebracht, der in weiterer Folge auch Flávia Saraivas Stammverein wurde. Zu Beginn wurde sie von Heine Milani, einer brasilianischen Turnerin, die Ende der 1990er und Anfang der 2000er einige Titel gewann, trainiert und nahm bald darauf bereits an ihrem ersten Wettkampf teil, bei dem sie jedoch nicht überzeugen konnte.
Nachdem ihrer Leistungen immer besser wurden, brachte Heine Milani sie in ein Fitnessstudio (Academia Bodytech), wo sie in einer Gruppe von Altair Prado und dessen Assistent Renan Coelho trainiert wurde. Bereits in dieser Zeit erhielt die zierliche Turnerin den Beinamen Flavinha, was soviel bedeutet wie kleine Flávia. Von Beginn an fiel sie auch durch ihr Charisma auf, was sich durch ihre bisherige Karriere zog. Georgette Vidor verglich sie unter anderem mit der ehemaligen Turnerin Daiane dos Santos, an deren Entdeckung sie ebenfalls beteiligt war, und die sie als Explosion an Charisma beschreibt. Nachdem ihre Familie von Anfang an viel für die Laufbahn ihrer Tochter aufgeben musste, erhielt das Sozialprojekt im Jahre 2012 ein Sponsoring von SESI, das eng mit der Institution SENAI verbunden ist. Mit dem Geld aus dem Sponsoring sollte eine vielversprechende Gruppe in der Gemeinde Três Rios entstehen. Vidor lud Saraiva, unter der Bedingung ins weit über 100 Kilometer nördliche Três Rios zu ziehen und ihr Training zu intensivieren, in die unter dem Namen Qualivida auftretende Gruppe ein.

### 2012 und 2013
Nach ihrem Umzug nach Três Rios wurde sie fort an vom ehemaligen Turner Alexandre Carvalho (Langname: Alexandre da Cunha Carvalho; oftmals auch Alexandre Cunha), der vor allem als Trampolinturner im Einsatz war, zweimal täglich trainiert. Der ehemalige Trampolinturner stellte eine Gruppe aus Mädchen aus dem Bundesstaat Mato Grosso do Sul zusammen und holte unter anderem auch Flávia Saraiva, die in diesem Jahr einen ordentlichen Sprung in Richtung Nationalkader gemacht hatte, in diese Gruppe. In diesem Jahr gewann sie ersten Wettbewerbe am Schwebebalken und konnte auch beim Bodenturnen überzeugen. Im Jahr 2013 engagierte das Comitê Olímpico Brasileiro, das Olympiakomitee Brasiliens, den bisherigen Cheftrainer der russischen Turnerinnen, Alexander Alexandrow, als Trainer, sowie die Belarussen Margarita Vatkina und Vladimir Vatkin als Co-Trainer für die brasilianischen Turnerinnen. Unter der Koordinatorin Georgette Vidor und dem russisch-belarussischen Trainerstab wurde Flávia Saraiva 2013 erstmals bei internationalen Wettbewerben im brasilianischen Nationalkader eingesetzt. Noch kurz davor nahm sie im Februar 2013 an ihrer ersten internationalen Veranstaltung, dem Houston National Invitational in Houston, Texas, teil, wo sie den zehnten Platz im Mehrkampf belegte. Im November und Dezember des gleichen Jahres nahm sie an der Gymnasiade im eigenen Land teil, wo sie im Ginásio Nilson Nelson Goldmedaillen im Bodenturnen und auf dem Schwebebalken, sowie eine Silbermedaille im Mannschaftsmehrkampf gewann und auf dem Stufenbarren den sechsten Rang belegte.

### 2014
In die Wettkampfsaison 2014 startete sie mit einer Teilnahme am WOGA Classic im Februar 2014 im US-Bundesstaat Texas. Dabei belegte sie den ersten Platz am Schwebebalken, den zweiten Platz im Mannschaftsmehrkampf und den fünften Platz im Einzelmehrkampf. Daraufhin nahm sie im März 2014 an den Panamerikanischen Juniorenmeisterschaften, dem Qualifikationsturnier für die Olympischen Jugendspiele, teil. Hierbei erzielte sie herausragende Leistungen und gewann Goldmedaillen im Mehrkampf und beim Bodenturnen, eine Silbermedaille im Mannschaftsmehrkampf und zwei Bronzemedaillen am Stufenbarren und am Balken. Im August des gleichen Jahres wurde sie brasilianischer Juniorenmeister und fügte eine Bronzemedaille am Balken ihrer bisherigen Medaillensammlung hinzu. Nachdem sie anfangs erst gar nicht für die Olympischen Jugend-Sommerspiele 2014 in Nanjing, China, vorgesehen war, ersetzte sie ihre verletzte Teamkollegin Rebeca Andrade und nahm für diese an den Olympischen Sommerspielen teil. Dort konnte sie sich für die Finali im Mehrkampf, dem Schwebebalken und dem Bodenturnen qualifizieren und gewann daraufhin Medaillen in allen drei dieser Bewerbe. Neben einer Goldmedaille am Boden, die sie mit 0,033 Punkten Vorsprung auf die Russin Seda Gurgenowna Tutchaljan gewann, sicherte sie sich auch eine Silbermedaille am Balken (mit 0,633 Punkten Rückstand auf die Chinesin Wang Yan) und eine Silbermedaille im Mehrkampf, abermals hinter der Russin Seda Gurgenowna Tutchaljan. In diesem Jahr wurde sie nach einer Fanwahl mit dem Prêmio Brasil Olímpico, der höchsten Anerkennung, die ein brasilianischer Athlet auf nationaler Ebene erreichen kann, ausgezeichnet.

### 2015
Nach den Erfolgen im Jahr 2014 nahm sie im darauffolgenden Jahr am FIG World Challenge Cup in São Paulo, einem von sieben Weltcup-Bewerben des Jahres 2015, teil. Beim Anfang Mai 2015 ausgetragenen Wettkampf belegte sie Platz 1 am Boden und hinter der Chinesin Shang Chunsong Platz 2 am Schwebebalken. In weiterer Folge nahm sie im Juli 2015 an den Panamerikanischen Spielen 2015 in Toronto teil und gewann hierbei Bronzemedaillen im Einzel- und im Mannschaftsmehrkampf. Während sie im Einzel hinter der US-Amerikanerin Madison Desch (Zweite) und der Kanadierin Ellie Black (Erste) den dritten Platz belegte, gab es im Mannschaftsmehrkampf, wo die Vereinigten Staaten vor Kanada und Brasilien rangierten, leicht vertauschte Rollen. Nachdem sich Flávia Saraiva auf dem ersten Platz rangierend für das Finale am Schwebebalken qualifiziert hatte, kam sie in diesem lediglich auf den fünften Platz und ließ dabei sogar ihre Landsmännin Julie Sinmon auf dem vierten Platz vor sich. Ähnlich erging es ihr in ihrer zweiten Paradedisziplin, dem Bodenturnen, als sie, nach einem dritten Platz in der Qualifikation, nur den sechsten Platz erreichte. Am Stufenbarren scheiterte sie nur knapp als Neunte in der Qualifikation, wobei sich die Achtplatzierte noch für das Finale qualifizierte.

### 2016

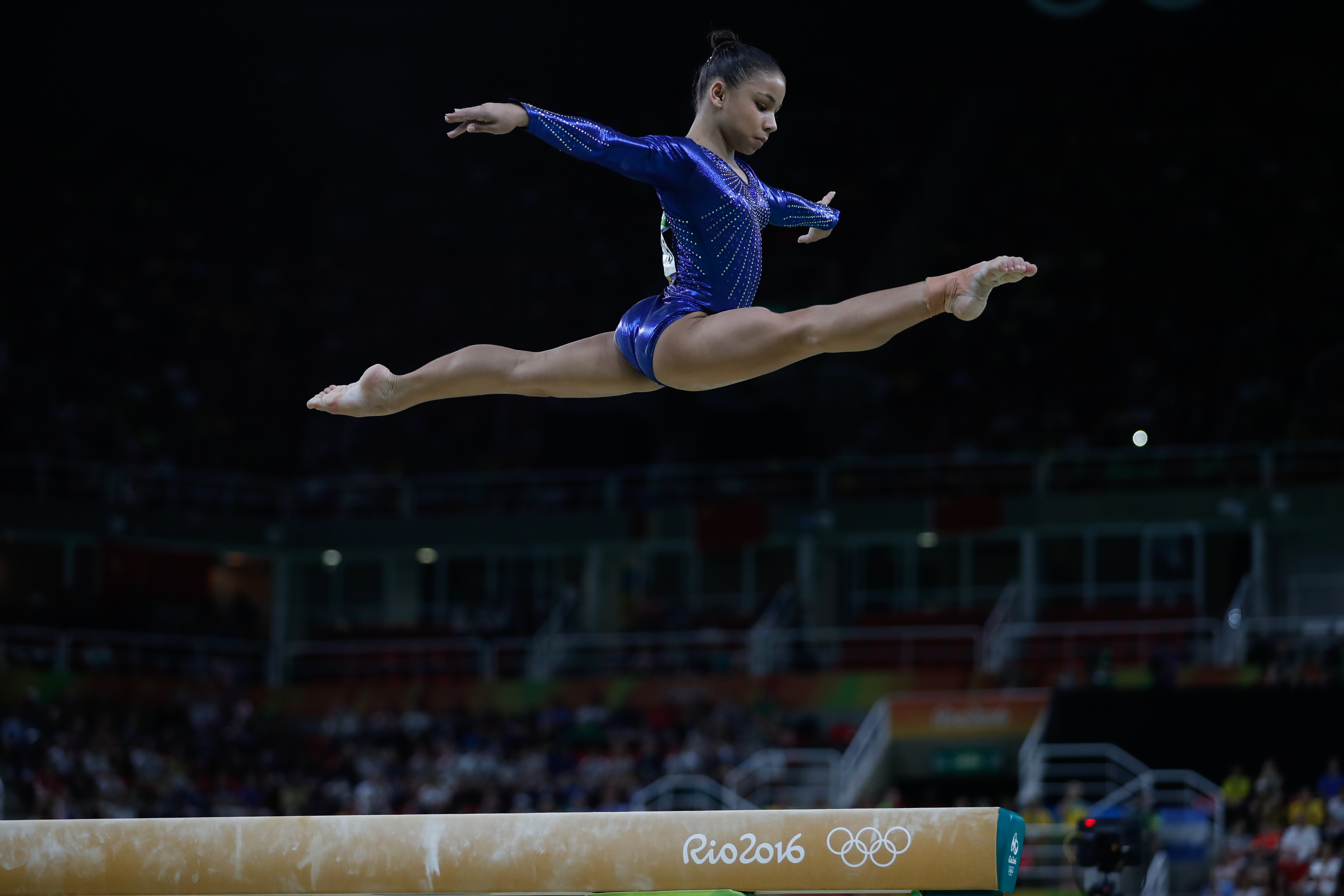
Flávia Saraiva am Schwebebalken (2016)

Im Jahr 2016 konnte Flávia Saraiva gleich mehrmals auf sich aufmerksam machen. Nachdem sie sich problemlos als Erstplatzierte für das Finale im Bodenturnen beim Weltcup in Baku qualifiziert hatte, schaffte sie auch eine problemlose Qualifikation als Erste am Schwebebalken und Zweite am Stufenbarren. Bei den nachfolgenden Finali erreichte sie die Goldmedaille am Boden, sowie am Schwebebalken und wurde Dritte und dementsprechend Bronzemedaillengewinnerin am Stufenbarren. Auch bei anderen Weltcup-Auftritten in diesem Jahr konnte sie zumeist überzeugen und weitere Medaillen einfahren, darunter zwei Goldmedaillen (Schwebebalken und Boden) beim Weltcup in Anadia im Juni. Von 19. bis 20. März 2016 trat Saraiva erstmals bei der Trofeo Città di Jesolo, einem seit 2008 alljährlich in Jesolo ausgetragenen Turnier im Frauenturnen, an. Als Einzelathletin konnte sie hierbei jedoch keine Medaille gewinnen und beendete die Bewerbe am Schwebebalken auf Rang 5 und am Boden auf Rang 4; hinzu kam auch noch ein vierter Platz im Einzelmehrkampf, wobei sie unter den ersten sieben Athletinnen die einzige nicht aus den Vereinigten Staaten stammende Turnerin war. Im Mannschaftsmehrkampf kam sie mit den Brasilianerinnen rund um Rebeca Andrade, Jade Barbosa, Daniele Hypólito, Lorrane Oliveira und Carolyne Pedro auf den zweiten Platz hinter den dominierenden US-Amerikanerinnen.
Beim im April 2016 stattfindenden Gymnastics Olympic Test Event 2016, auch Aquece Rio 2016 genannt, das mitunter als Qualifikationsturnier für die anschließenden Olympischen Sommerspiele in Rio galt, konnte Flávia Saraiva deutlich überzeugen und gewann, neben einer Silbermedaille am Balken und einer Goldmedaille am Boden, auch noch Silber im Einzelmehrkampf und Gold im Mannschaftsmehrkampf. Nach dieser problemlosen Qualifikation repräsentierte sie im August 2016 ihr Heimatland bei den Olympischen Sommerspielen 2016 in ihrer Heimatstadt, wo sie mit einer Körpergröße von 1,33 m und einem Gewicht von 31 kg die kleinste und leichteste Athletin war. Bei diesen Olympischen Spielen war sie jedoch nicht die einzige Athletin unter 1,40 m, die französische Turnerin Oréane Lechenault war zu diesem Zeitpunkt lediglich einen Zentimeter größer, die englische Turnerin Claudia Fragapane drei Zentimeter. Bei den Olympischen Spielen schaffte sie nur am Schwebebalken den Einzug ins Finale, wo sie schließlich auf dem fünften Platz ausschied. In der Qualifikation zum Einzelmehrkampf belegte sie Rang 19 von 61 und rangierte mit Brasilien im Mannschaftsmehrkampf auf dem achten und damit letzten Platz des Finales.

### 2017
Anfang April 2017 nahm sie zum zweiten Mal an der Trofeo Città di Jesolo teil. Neben einem fünften Platz im Einzelmehrkampf gewann sie im Laufe dieses Wettbewerbs hinter der US-Amerikanerin Riley McCusker die Silbermedaille am Schwebebalken, sowie Gold beim Bodenturnen. Letztgenannte Medaille teilte sie sich mit Abby Paulson aus den Vereinigten Staaten, die auf eine gleiche Wertung kam. Abgerundet wurde dieses positive Abschneiden Saraivas durch eine Silbermedaille, die sie an der Seite von Rebeca Andrade, Thais Fidelis und Carolyne Pedro im Mannschaftsmehrkampf errang. Beim vom 12. bis 14. Mai 2017 stattfindenden Weltcup in Koper gewann sie daraufhin Bronze am Stufenbarren, was ihr zuletzt beim vorjährigen Weltcup in Baku gelungen war. Nach einer erfolgreichen Qualifikation zum Hauptdurchgang des Bodenturnens verpatzte sie ihren dortigen Auftritt und wurde Achte und somit Letzte. Am Schwebebalken schaffte sie es nur knapp nicht auf das Podest und belegte den vierten Rang. Nachdem sie sich beim verpatzen Bodenturnen in Koper doch keine schwerwiegende Verletzung zugezogen hatte, nahm sie bereits wenige Tage später beim World Cup in Osijek teil.
Beim sogenannten FIG World Challenge Cup Osijek trat sie im Zeitraum von 18. bis 21. Mai 2017 an der Qualifikation zu drei verschiedenen Disziplinen an. Bei der Qualifikation zum Bodenturnen belegte sie den ersten Platz, bei der Quali am Schwebebalken wurde sie Vierte und belegte Rang 7 in der Quali am Stufenbarren. Nachdem sie sich dadurch für alle drei Hauptdurchgänge qualifiziert hatte, gewann sie Silber am Boden, Bronze am Balken und wurde als beste Brasilianerin Fünfte am Stufenbarren. Überraschungssiegerin dieses World Cups wurde ihre zu diesem Zeitpunkt noch 15-jährige Landsmännin Thais Fidelis, die gleich zweimal Gold holte. Danach nahm sie in diesem Jahr international an keinem weiteren Wettbewerb mehr teil, war aber von 22. bis 24. Juni 2017 bei den brasilianischen Staatsmeisterschaften in São Bernardo do Campo zugegen. Beim Einzelmehrkampf war sie zwar die beste Athletin am Schwebebalken und am Boden, wurde aber im Endklassement nur Siebente, da sie an den anderen beiden Disziplinen nicht teilgenommen hatte. Da Saraiva im Laufe dieses Jahres an einer Verletzung laborierte, verpasste sie die Anfang Oktober stattfindenden Turn-Weltmeisterschaften 2017 in Montreal, wohin Brasilien mit Rebeca Andrade und Thais Fidelis nur zwei Turnerinnen hinschickte.

### 2018
Wie bereits in den beiden Jahren zuvor nahm Saraiva auch im April 2018 wieder an der Trofeo Città di Jesolo teil und konnte ähnliche Erfolge, wie im vorangegangenen Jahr einfahren. Als einer der besten teilnehmenden Athletinnen am Boden erreichte sie in dieser Disziplin den zweiten Platz hinter der über drei Jahre jüngeren US-Amerikanerin Emma Malabuyo und gewann somit die Silbermedaille. Nachdem sie es in den letzten beiden Jahren schon nicht im Einzelmehrkampf auf das Podest geschafft hatte, wurde sie in diesem Jahr gar nur Achte. Zum wiederholten Male konnte sie mit den Brasilianerinnen rund um Jade Barbosa, Luiza Domingues und Carolyne Pedro die Silbermedaille im Mannschaftsmehrkampf, den erstmals seit 2009 nicht die Vereinigten Staaten gewannen, feiern. Ihre Höhepunkte dieses Jahres waren für die kleingewachsene Brasilianerin mit Sicherheit die Südamerikaspiele 2018 in der bolivianischen Großstadt Cochabamba. Bei den Turnwettbewerben Ende Mai gewann sie jeweils vor ihrer Landsmännin Jade Barbosa (2.) und der Argentinierin Martina Dominici (3.) die Goldmedaille am Stufenbarren und dem Schwebebalken. Des Weiteren wurde sie Zweite im Einzelmehrkampf und belegte im Mannschaftsmehrkampf mit Jade Barbosa, Luiza Dominguez, Thais Fidels, Carolyne Pedro und Anna Reis den ersten Platz vor Argentinien und Kolumbien.
Bei den brasilianischen Staatsmeisterschaften, die wie im Vorjahr von 22. bis 24. Juni in São Bernardo do Campo stattfanden, belegte sie trotz Gold am Boden und Silber am Balken nur den vierten Platz im Einzelmehrkampf. Etwa zwei Monate später nahm sie auch an den weiteren brasilianischen Staatsmeisterschaften (Brazilian Event Championships), bei denen nun auch Einzelwettbewerbe abgehalten wurden, teil. Bereits in der Qualifikation fiel Saraiva als Beste am Schwebebalken, sowie als Zweite am Boden auf und schaffte es mit einem achten Platz nur am Stufenbarren nicht in den Hauptdurchgang. In ebendiesem behielt sie ihre Form bei und gewann Gold am Schwebebalken und Silber beim Bodenturnen. Auch im Mannschaftsmehrkampf erreichte sie mit ihrer Mannschaft von Flamengo Rio de Janeiro die Goldmedaille. Als vierfache Medaillengewinnerin präsentierte sich die knapp vor ihrem 19. Geburtstag stehende Brasilianerin bei den Panamerikanischen Gymnastikmeisterschaften 2018 in der peruanischen Hauptstadt Lima, obgleich die Dominanz der US-Amerikanerinnen bei allen Disziplinen deutlich spürbar war. So kam Saraiva auf zwei Silbermedaillen beim Bodenturnen (hinter Jade Carey) und am Schwebebalken (hinter Kara Eaker), wobei sie am Stufenbarren als schlechteste von vier teilnehmenden Brasilianerinnen nur den 14. Rang belegte. Vor allem ihrer herausragenden Leistung am Balken und am Boden war es zu verdanken, dass sich die 1,33 cm große Athletin im Einzelmehrkampf, bei dem sie am Sprung und am Stufenbarren nur durchschnittliche Ergebnisse erreichte, die Bronzemedaille gewann. Hinter den Vereinigten Staaten gewannen die Brasilianerinnen zudem die Silbermedaille im Mannschaftsmehrkampf.
Als die Fédération Internationale de Gymnastique (FIG) am 1. Oktober 2018 die Kader für die von 25. Oktober bis 3. November stattfindenden Turn-Weltmeisterschaften 2018 bekanntgegeben hatte, war auch Saraiva auf den Kaderlisten zu finden. Bei den Weltmeisterschaften in Doha konnte sie sich jedoch kaum behaupten durch einen fünften Platz in der Qualifikation konnte sie sich lediglich beim Bodenturnen in einer Einzeldisziplin für den Hauptdurchgang qualifizieren. Zudem war sie durch einen zehnten Platz im Einzelmehrkampf und einen fünften Platz im Mannschaftsmehrkampf für den Hauptdurchgang qualifiziert. In diesem konnte sich Saraiva allerdings nicht gegen die Konkurrenz durchsetzen, wurde Fünfte am Boden und belegte Rang 8 im Einzelmehrkampf. Selbst im Mannschaftsmehrkampf, eigentlich eine Paradedisziplin der Brasilianerinnen, belegten diese in einem – die dominanten US-Amerikanerinnen ausgenommen – dicht gestaffelten Teilnehmerfeld lediglich den siebenten von acht Plätzen. Nach diesen mäßigen Leistungen nahm ein Teil des brasilianischen Aufgebots am 14. November 2018 beim Arthur Gander Memorial, einem Gedenkturnier an den ehemaligen FIG-Präsidenten Arthur Gander, in Chiasso in der Schweiz teil. Zusammen mit ihrer Landsmännin Jade Barbosa dominierte sie diesen Wettbewerb und wurde hinter Barbosa Silbermedaillengewinnerin im Einzelmehrkampf. Vier Tage später war Saraiva auch beim Swiss Cup Zürich zugegen, wo sie an der Seite von Arthur Mariano im gemischten Mannschaftsmehrkampf den sechsten Platz in der Vorrunde belegte. Nur die drei bestplatzierten Zweierteams waren für den Hauptdurchgang qualifiziert; darunter war auch Jade Barbosa, die in einem Pan-Amerika-Team mit dem Kanadier Cory Paterson die Bronzemedaille gewann. Das einsatzreiche Jahr 2018 beendete Saraiva schließlich Ende November beim 43. Turnier der Meister in Cottbus, bei dem sie an den vier Wettkampftagen zum Publikumsliebling avancierte. Bereits in der Qualifikation schaffte sie am Schwebebalken den ersten Platz und wurde Zweite beim Bodenturnen. Im nachfolgenden Hauptdurchgang wurden diese Ergebnisse gedreht und die 1,33 m große Saraiva gewann Gold am Balken und Silber am Boden.

### Nach 2023
Bei den Turn-Weltmeisterschaften 2023 in Antwerpen gewann Saraiva die Silbermedaille mit de Team und Bronze am Boden.
Bei den Olympischen Spielen 2024 gewann sie die Bronzemedaille mit der Mannschaft.